# Eudeilinia
Eudeilinia is een geslacht van vlinders van de familie eenstaartjes (Drepanidae), uit de onderfamilie Drepaninae.

## Soorten
- E. herminiata Guenée, 1857
- E. luteifera Dyar, 1917